# Instytut Technologii w Bandungu
Instytut Technologii w Bandungu (indonez. Institut Teknologi Bandung, ITB) – indonezyjski uniwersytet techniczny w Bandungu. Został założony w 1920 roku jako Technische Hogeschool (TH), od 1959 r. funkcjonuje pod nazwą Institut Teknologi Bandung (ITB). 
Jest jednym z najbardziej prestiżowych uniwersytetów w Indonezji, obok Universitas Gadjah Mada i Uniwersytetu Indonezyjskiego.